# Candido Jacuzzi
Candido Enzo (Roy) Jacuzzi (Italië, 24 februari 1903 – Scottsdale, 7 oktober 1986) was een Italiaans-Amerikaans uitvinder. Hij ontwikkelde een bubbelbad met waterstralen voor zijn zoon die leed aan reumatoïde artritis.